# Aveizieux
Aveizieux település Franciaországban, Loire megyében. Lakosainak száma 1693 fő (2022. január 1.). Aveizieux Saint-Médard-en-Forez, Chambœuf, Chevrières, La Gimond, Saint-Bonnet-les-Oules és Saint-Héand községekkel határos.

## Népesség
A település népességének változása:
| Lakosok száma | 781  | 1023 | 1175 | 1371 | 1557 | 1593 | 1647 | 1665 | 1678 | 1693 |
|               | 1968 | 1982 | 1990 | 2006 | 2013 | 2015 | 2017 | 2019 | 2020 | 2022 |